# Morten Hjulmand
Morten Hjulmand (ur. 25 czerwca 1999 w Kastrup) – duński piłkarz, grający na pozycji pomocnika w portugalskim klubie Sporting CP oraz reprezentacji Danii. Uczestnik Mistrzostw Europy 2024.